# Vyšné Matejkovo
Vyšné Matejkovo je údolí na Slovensku ve východní části Velké Fatry. Je západní větví Revúckeho podolia, stejně jako přilehlá dolina Nižné Matejkovo. Na jeho spodním konci se nachází část osady Podsuchá. Protéká tudy potok Vyšný Matejkov. Údolím vede modrá turistická značka podél malé silnice, která spojuje osadu Podsuchou s horou Smrekovica, kde se nachází mj. lyžařské středisko.